# هسته‌دوست
هسته‌دوست یا نوکلئوفیل (به انگلیسی: Nucleophile) ، گونه‌ای شیمیایی است که به یک الکترون‌دوست برای تشکیل یک پیوند شیمیایی ، زوج‌الکترون می‌دهد. 

## هسته‌دوست‌ها
همه مولکول‌ها یا یون‌ها که حداقل دارای یک زوج‌الکترون آزاد یا حداقل یک پیوند پای باشند، می‌توانند نقش هسته‌دوست را بازی کنند.چون هسته‌دوست‌ها دهنده زوج‌الکترون هستند، همگی آنها باز لوییس می‌باشند.(البته به جز آب)

## هسته‌دوستی
خاصیت دهندگی زوج‌الکترون به الکتروفیل را هسته‌دوستی یا نوکلئوفیلیسیته می‌نامند.

## قدرت نوکلئوفیل ها
درباره قدرت نوکلئوفیل ابتدا باید توجه شود که حلال مورد استفاده آپروتیک است یا پروتیک اما بطور عموم باید موارد زیر را برای تعیین نسبی قدرت نوکلئوفیل ها به خاطر سپرد

### 1- افزایش بار منفی نوکلئوفیل
موجب افزایش قدرت نوکلئوفیل می گردد که این مورد از دیگر پارامترها تعیین کننده تر می باشد به عنوان مثال قدرت نوکلئوفیلی NH2 یک بار منفی بسیار بیشتر از NH3 می باشد.
1-1- با توجه به پارامترهای اول یعنی افزایش بار منفی می توان نتیجه گرفت که آنیون ها از اسید مزدوج خود نوکلئوفیل های قوی تری هستند:
CH3OO− >CH3OOH
اطلاعات بیشتر کلیک کنید